# Municipio de Mount Ayr
El municipio de Mount Ayr (en inglés: Mount Ayr Township) es un municipio ubicado en el condado de Osborne en el estado estadounidense de Kansas. En el año 2010 tenía una población de 37 habitantes y una densidad poblacional de 0,4 personas por km².

## Geografía
El municipio de Mount Ayr se encuentra ubicado en las coordenadas 39°21′00″N 98°59′12″O / 39.35000, -98.98667. Según la Oficina del Censo de los Estados Unidos, el municipio tiene una superficie total de 92.56 km², de la cual 92,53 km² corresponden a tierra firme y (0,03 %) 0,03 km² es agua.

## Demografía
Según el censo de 2010, había 37 personas residiendo en el municipio de Mount Ayr. La densidad de población era de 0,4 hab./km². De los 37 habitantes, el municipio de Mount Ayr estaba compuesto por el 100 % blancos. Del total de la población el 0 % eran hispanos o latinos de cualquier raza.